# Arrondissement Gaillac
Gaillac is een voormalig arrondissement in het departement Tarn in de Franse regio Occitanie. Het arrondissement werd op 17 februari 1800 gevormd en op 10 september 1926 opgeheven. De acht kantons werden bij de opheffing toegevoegd aan het arrondissement Albi.

## Kantons
Het arrondissement was samengesteld uit de volgende kantons:
- kanton Cadalen
- kanton Castelnau-de-Montmiral
- kanton Cordes-sur-Ciel
- kanton Gaillac
- kanton Lisle-sur-Tarn
- kanton Rabastens
- kanton Salvagnac
- kanton Vaour